# 鈴木由美
鈴木 由美（すずき ゆみ、1976年 - ）は、日本中世史研究者。東京都出身。1999年、帝京大学文学部史学科卒業。中世内乱研究会会長を務める。

## 著書
- 『中先代の乱 北条時行、鎌倉幕府再興の夢』（中央公論新社〈中公新書〉、2021年）

### 共著
- 阿部猛編『中世の支配と民衆』（同成社、2007年）
- 細川重男編『鎌倉将軍・執権・連署列伝』（吉川弘文館、2015年）
- 夏目琢史・竹田進吾編『人物史 阿部猛-享受者たちの足跡-』（日本史史料研究会、2016年）
- 呉座勇一編『南朝研究の最前線 ここまでわかった「建武政権」から後南朝まで』（洋泉社〈歴史新書y〉、2016年／朝日新聞出版〈朝日文庫〉、2020年）
- 日本史史料研究会編『日本史のまめまめしい知識』第1巻（岩田書院、2016年）
- 日本史史料研究会編『日本史のまめまめしい知識』第2巻（岩田書院、2017年）
- 神田裕理編『伝奏と呼ばれた人々-公武交渉人の七百年史-』（ミネルヴァ書房、2017年）
- 日本史史料研究会編『日本史のまめまめしい知識』第3巻（岩田書院、2018年）
- 日本史史料研究会編『将軍・執権・連署 鎌倉幕府権力を考える』（吉川弘文館、2018年）
- 関口崇史編『征夷大将軍研究の最前線 ここまでわかった「武家の棟梁」の実像』（洋泉社〈歴史新書y〉、2018年）